# Negrilla de Palencia
Negrilla de Palencia is een gemeente in de Spaanse provincie Salamanca in de regio Castilië en León met een oppervlakte van 11,78 km². Negrilla de Palencia telt 97 inwoners (1 januari 2016).

## Demografische ontwikkeling
Bron: INE, 1857-2011: volkstellingen